# 光月堂
光月堂（こうげつどう、生没年不詳）とは、江戸時代の浮世絵師。

## 来歴
師系・俗名不明。「海岸高楼之図」（横大判漆絵、ホノルル美術館所蔵）の1点のみが作として知られる。その画風は奥村政信風だが、政信の門人だったかどうかは明らかではない。作画期は寛保から寛延の頃にかけてとされる。